# Prunus takesimensis
Prunus takesimensis — вид квіткових рослин із підродини мигдалевих (Amygdaloideae).

## Біоморфологічна характеристика
Це листопадне дерево, яке може виростати ≈ 20 метрів у висоту; діаметр стовбура може досягати 40 см. 

## Поширення, екологія
Ендемік Південної Кореї.

## Використання
Рослина збирається з дикої природи для місцевого використання в якості їжі. Вирощується як декоративна рослина в садах. Плоди вживають сирими чи приготовленими. Квіти маринують в солі і вживають в чаї або з рисовою кашкою. З листя можна отримати зелений барвник. З плодів можна отримати барвник від темно-сірого до зеленого.